# Gelbe Cistanche
Die Gelbe Cistanche (Cistanche phelypaea) ist eine Pflanzenart aus der Gattung Cistanche in der Familie der Sommerwurzgewächse (Orobanchaceae).

## Beschreibung

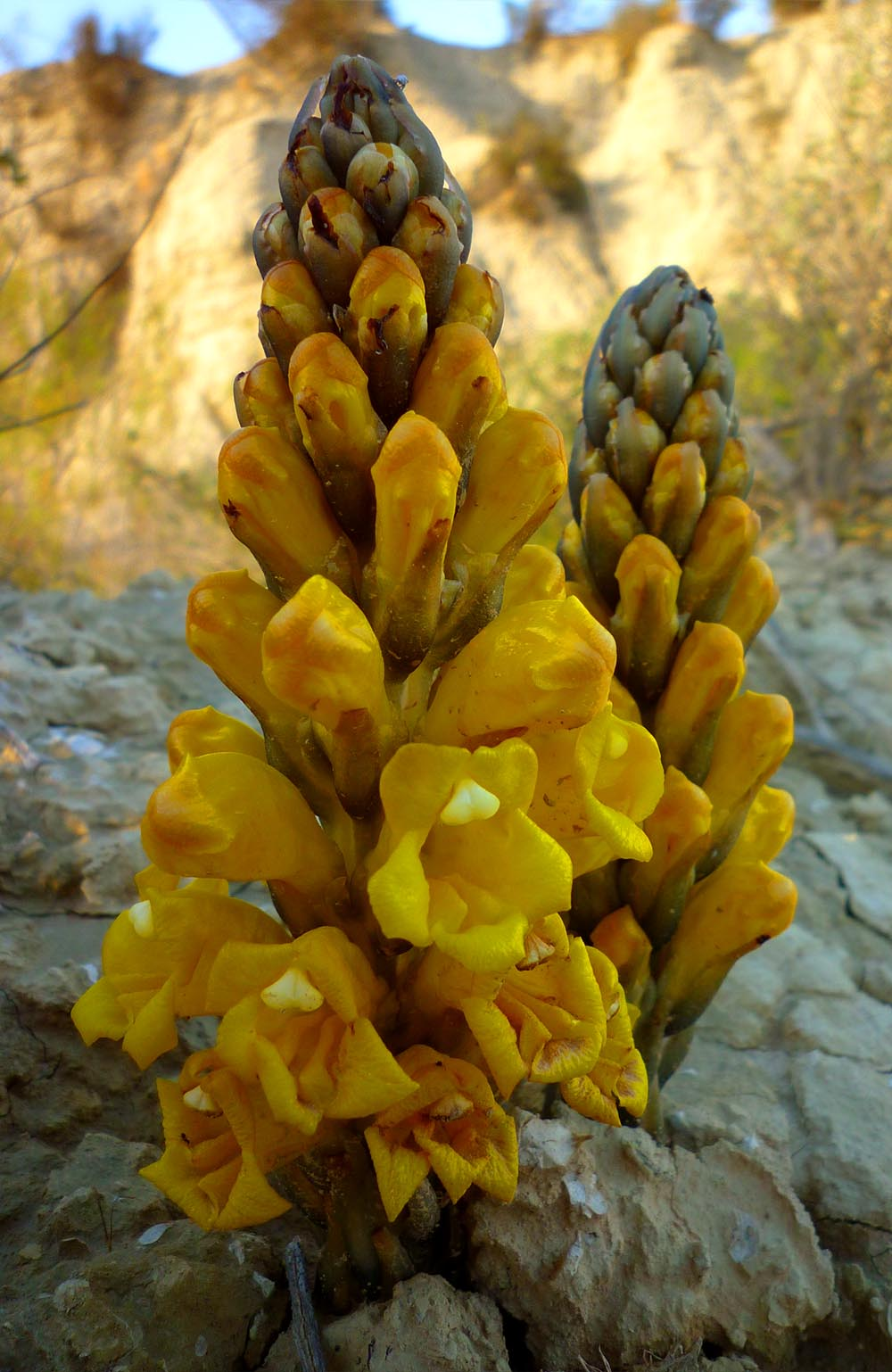
Blütenstand

Die Gelbe Cistanche ist eine ausdauernde krautige Pflanze, die 20 bis 100 Zentimeter hoch wird. Die Pflanze ist kahl und ohne Blattgrün, mit gelblichem und fleischigem, dickem Stängel und schmarotzt vorwiegend auf den Wurzeln strauchiger Gänsefußgewächse oder Tamarisken. Die kleinen und sitzenden, schuppenartigen Stängelblätter sind eiförmig, stumpf, bräunlich mit häutigem mehr oder weniger gezähntem bis ganzem Rand. Die zwittrigen, fünfzähligen und (fast) sitzenden, recht großen Blüten mit doppelter Blütenhülle stehen in dichter, 10 bis 20 Zentimeter langer, vielblütiger Ähre. Sie besitzen am Grunde je ein bis 2 Zentimeter langes Tragblatt und 2 kleinere Vorblätter, die dem fünflappigen Kelch anliegen. Die schwach zweilippige Blütenkrone ist gelb bis cremefarben, und manchmal hellviolett überlaufen. Sie ist 3 bis 6 Zentimeter lang mit gebogener, oben plötzlich trichterförmig erweiterter Röhre und am Saum mit fünf kleinen, abstehenden, rundlichen, untereinander fast gleichen Lappen. Es sind vier didynamische Staubblätter vorhanden und der einkammerige Fruchtknoten ist oberständig.
Die Art blüht zwischen März und Mai. Es werden kleine und vielsamige, lokulizidale Früchte, Kapselfrüchte mit sehr kleinen, rundlichen Samen gebildet.
Die Chromosomenzahl beträgt 2n = 40.

## Vorkommen
Die Gelbe Cistanche kommt im Mittelmeerraum in den Ländern Marokko, Algerien, Tunesien, Libyen, Ägypten, auf der Sinai-Halbinsel, in Arabien, in Portugal, Spanien, Syrien, Kreta, Zypern, sowie auf den Kanaren, auf den Kapverden und auf Selvagens vor. Sie wächst auf sandigen, salzhaltigen Böden an der Küste und im Binnenland.

## Taxonomie
Die Gelbe Cistanche wurde durch Carl von Linné in Sp. Pl. 2: 606, 1753 als Lathraea phelypaea erstbeschrieben.  Die Art wurde vom portugiesischen Botaniker António Xavier Pereira Coutinho (1851–1939) in Fl. Portugal: 571, 1913 als Cistanche phelypaea in die Gattung Cistanche gestellt. Synonyme für Cistanche phelypaea (L.) Cout. sind Phelypaea lusitanica Coss., Orobanche compacta Viv., Phelypaea lutea Desf., Phelypaea brunneri Webb, Cistanche lutea subsp. compacta (Viv.) Bég. & A.Vacc. und Cistanche phelypaea subsp. lutea (Desf.) Fern.Casas & M.Laínz.

## Verwendung
Der junge Blütenstand, der gerade aus der Erde sprießt, wird wie Spargel verwendet. Die getrockneten Wurzeln und der unterste Sprossabschnitt werden zu Mehl vermahlen und in Brot oder Mus verwendet.